# ساعت جوبیلی

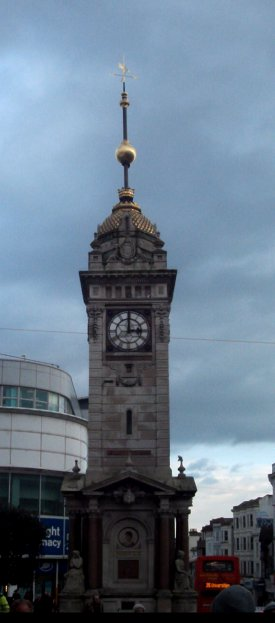
برج ساعت، برایتون

ساعت جوبیلی (انگلیسی: Jubilee clock) اصطلاحی است که برای ارجاع به تعدادی ساعت می‌باشد که در سرتاسر امپراتوری بریتانیا برای یادبود جشن گلدن یا جشن الماس حکمرانان مختلف بریتانیا، که بیشتر برای ملکه ویکتوریا رایج بوده، ساخته شده و نصب شده‌اند.

## انگلستان
برایتون
برج ساعت برایتون یا برج ساعت جوبیلی در تقاطع وست استریت و جاده کوئینز در برایتون، انگلستان نصب شده‌است که در سال ۱۸۸۸، برای بزرگداشت جشن گلدن ملکه ویکتوریا ساخته شده بود.
برج از گرانیت صورتی رنگ و سنگ آهک ساخته شده‌است، که در گوشه‌های آن نگاره‌هایی از جنس سنگ آهک، و معرق کاری قاب مدور از ویکتوریا، آلبرت و شاهزاده و شاهدخت ولز وجود دارد.